# 鹿島軌道
鹿島軌道（かしまきどう）は、1924年（大正13年）から1930年（昭和5年）まで存在した、茨城県鹿島郡鉾田町（現在の鉾田市）と大貫町（現在の東茨城郡大洗町）の間を結んでいた軌道路線、およびその運営会社である。

## 概要
1921年（大正10年）、鹿島郡北部を通る軌道路線を計画していた鉾田自働車軌道と、同郡南部（現在の鹿嶋市市域を含む）を通る軌道路線を計画していた鹿島自働車軌道が合同して設立された。両者を統合したため東茨城郡大貫町から南下し、鹿島郡内を縦断して鹿島町に至る計画となった。本社は計画路線の中間部の鉾田町に置かれた。動力はガソリンのみを使用した。
実際には鉾田から北の路線、すなわち鉾田 - 大貫間を開業させたのみで、鉾田以南は開業せずに終わった。両端の鉾田駅・大貫駅ともに、地域の中心市街地から遠く離れていたため並行するバスに比べて著しく利便性を欠き、駅と中心市街地を結ぶ連絡バスを運行するなどの対策を講じたものの営業成績は振るわず、1930年（昭和5年）に廃止された。
経営は開業当初から厳しく、水浜電車が経営に参加している。そのため、水浜電車との連絡運輸による水戸 - 鉾田間の一体輸送も行われていたが、経営を好転させるまでには至らなかった。廃止後は併業していたバス事業を水浜電車に譲渡している。その代替バスは茨城交通のバス路線として2009年（平成21年）まで運行していた。鉄道廃止後の会社組織は茨城交通興業を経て茨城興業となり、茨交大洗ホテル（現：大洗ホテル）や茨交大洗タクシーの営業を行っていた。

### 路線データ
廃止時点
- 路線距離（営業キロ）：17.5km
- 軌間：762mm
- 駅数：11駅
- 複線区間：なし（全線単線）
- 電化区間：なし（全線非電化）
- 根拠法：軌道法

## 運行形態
1926年（大正15年）当時、旅客列車は1日10往復運行されていた。

## 歴史
- 1921年（大正10年）
  - 6月10日 鉾田自動車軌道（鹿島郡鉾田町-東茨城郡大貫町間）及び鹿島自動車軌道（鹿島郡鹿島町-同郡諏訪村間）に対し特許状下付（軌間1067mm）[3]
  - 10月30日 鹿島軌道を設立
- 1924年（大正13年）5月20日 鉾田 - 子生間開業[4]
- 1926年（大正15年）
  - 4月7日 鉄道免許状下付（鹿島郡鉾田町-同郡鹿島町）[5]
  - 6月18日[6] 子生 - 大貫間開業[7]
- 1930年（昭和5年）5月21日[8] 全線廃止（実施）[9]

## 駅一覧
鉾田駅 - 安房駅 - 樅山駅 - 樅山宿駅 - 勝下駅 - 子生駅 - 荒地駅 - 上釜駅 - 成田駅* - 夏海駅 - 大貫駅
- *: JR成田線の成田駅とは異なる。

## 接続路線
他の鉄道路線との接続は全くなかった。鉾田駅は鹿島参宮鉄道（後の鹿島鉄道線）の鉾田駅から約2km離れた位置にあった。また大貫駅は水浜電車（後の茨城交通水浜線）の大貫電停から約1.5km離れていた。

## 輸送・収支実績
| 年度 | 乗客（人） | 貨物量（トン） | 営業収入（円） | 営業費（円） | 益金（円） | その他益金（円） | その他損金（円）          | 支払利子（円） |
| ---- | ---------- | -------------- | -------------- | ------------ | ---------- | ---------------- | ------------------------- | -------------- |
| 1924 | 12,973     | 74             | 3,304          | 7,317        | ▲ 4,013    | 2,028            | 1,799                     |                |
| 1925 | 28,703     | 626            | 6,771          | 13,278       | ▲ 6,507    |                  |                           | 368            |
| 1926 | 61,654     | 1,484          | 20,822         | 17,512       | 3,310      |                  | 1,995                     |                |
| 1927 | 62,334     | 527            | 21,294         | 22,238       | ▲ 944      |                  | 2258、前々期誤謬訂正4,325 | 6,716          |
| 1928 | 54,187     | 235            | 17,079         | 22,436       | ▲ 5,357    |                  | 自動車2,718               | 24,400         |
| 1929 | 24,374     | 0              | 21,811         | 21,242       | 569        |                  |                           | 13,081         |
| 1930 | 11,793     | 0              | 4,607          | 5,389        | ▲ 782      | 自動車2,233      |                           | 6,423          |

- 鉄道省鉄道統計資料、鉄道統計資料各年度版

## 車両
丸山式自働客車と呼ばれる2軸ガソリン動車6両のほか、ガソリン機関車（ホイットコム製）1両、客車2両、貨車5両を保有していた。
廃止後、客車と貨車の一部が仙台鉄道に譲渡された。